# Stazione di Budrio Centro
La stazione di Budrio Centro è una fermata ferroviaria a servizio del comune di Budrio, posta sulla ferrovia Bologna-Portomaggiore.
La stazione, inaugurata nel 1887, sorge a poca distanza dal centro storico della città e dall'ospedale di Budrio.

## Strutture e impianti
La stazione è costituita da un marciapiede con pensilina, accessibile tramite un sottopassaggio. È inoltre presente un piazzale esterno con parcheggio.
Il sottopasso e l'area frontale della stazione sono stati abbelliti con murales e mosaici realizzati da artisti locali e dagli alunni delle scuole medie locali nel 2014.

## Movimento
Il servizio passeggeri è costituito dai treni regionali della linea S2B (Bologna Centrale - Portomaggiore) del servizio ferroviario metropolitano di Bologna.
I treni sono svolti da Trenitalia Tper nell'ambito del contratto di servizio stipulato con la regione Emilia-Romagna.
A novembre 2013, la stazione era frequentata da un traffico giornaliero medio di 498 persone.
A novembre 2018, la stazione era frequentata da un traffico giornaliero medio di circa 667 persone (369 saliti + 298 discesi).